# نور خاربيرد، أرارات
مدينة نور خاربيرد (بالأرمينية:Նոր Խարբերդ) (بالإنجليزية: Nor Kharberd)‏ هي إحدى المدن التابعة لمقاطعة أرارات في أرمينيا. يقدر عدد سكانها بـ 6530 نسمة حسب الإحصاء الذي جرى عام 2011.